# Granja Histórica Ardenwood
La Granja Histórica Ardenwood (Ardenwood Historic Farm) es un hito histórico regional (Regional Historic Landmark) en Fremont, California. 

## Descripción
Oficialmente abrió sus puertas al público el 28 de julio de 1985, todo el parque, incluye a una granja, una gran bosque y una mansión que ahora se llama la Casa Patterson, que fue construida en 1857 por el propietario original, George Washington Patterson.
Patterson llamó a su estado "Ardenwood", después de que el área reforestada en Inglaterra mencionada en la obra de Shakespeare,Como gustéis. Hubo dos adiciones a la casa. La más grande fue en 1889 cuando Patterson y su esposa Clara añadido el estilo Reina Ana a la casa. La segunda adición fue en 1915 cuando el hijo de Patterson Henry y su esposa remodeló la antigua casa de campo, y añadió habitaciones, incluyendo la cocina, un dormitorio grande arriba de la cocina, porche, enfermería, y un cuarto de baño con cañerías interiores.
Una característica del parque es un caballo de tracción ferroviaria, una recreación histórica de una sucursal local del South Pacific Coast Railroad. 
El parque ha albergado a muchos eventos, incluyendo una recreación de la Guerra Civil celebrada todos  los veranos, un festival celta, una celebración del Día de la Independencia, la feria de ferrocarriles de Washington del Día del Trabajo, El Festival de la Cosecha en octubre, un concierto de Zydeco, y muchas celebraciones de Halloween, con un ferrocarril embrujado. Además de otros cultivos, en el otoño la granja cosecha una gran calabaza y un gran campo de maíz, en la cual forma un laberinto gigante.

## Área histórica de usos agrícolas
Ahora la Granja Ardenwood es una granja de producción de granos y hortalizas. El área local fue una zona agrícolaa durante la década de 1850.  La Granja Ardenwood se caracteriza en primer lugar por su uso como pastoreo de la tierra y la producción lácteos, y gradualmente empezó a convertirse en una granja en la producción de trigo y vegetales.
Una revisión de fotografías aéreas de Earth Metrics reveló que la zona inmediatamente al sur se utilizaba para fines agrícolas, desde por lo menos, 1960 hasta  finales del decenio de 1970 con cultivos de granos. Las filas discretas de las cosechas son visibles en las fotografías aéreas de la época. La Familia Alameda era una familia prominente que vivió en la zona durante gran parte del período que se usó de las tierras agrícolas. Mel Alameda de Empresa La Alameda confirmó a Earth Metrics que debido  a que el coliflor, ha sido uno de los cultivos predominantes del área, el heno y pastoreo eran los principales usos hasta finales del decenio de 1970. Debido a la carencia de las filas de cultivos que deberían de verse en la fotografías aéreas, lo más probable es que la zona situada al sur se utilizaba para la producción de heno en lugar de coliflor.